# 17 de dezembro
17 de dezembro é o 351.º dia do ano no calendário gregoriano (352.º em anos bissextos). Faltam 14 dias para acabar o ano.

## Eventos históricos

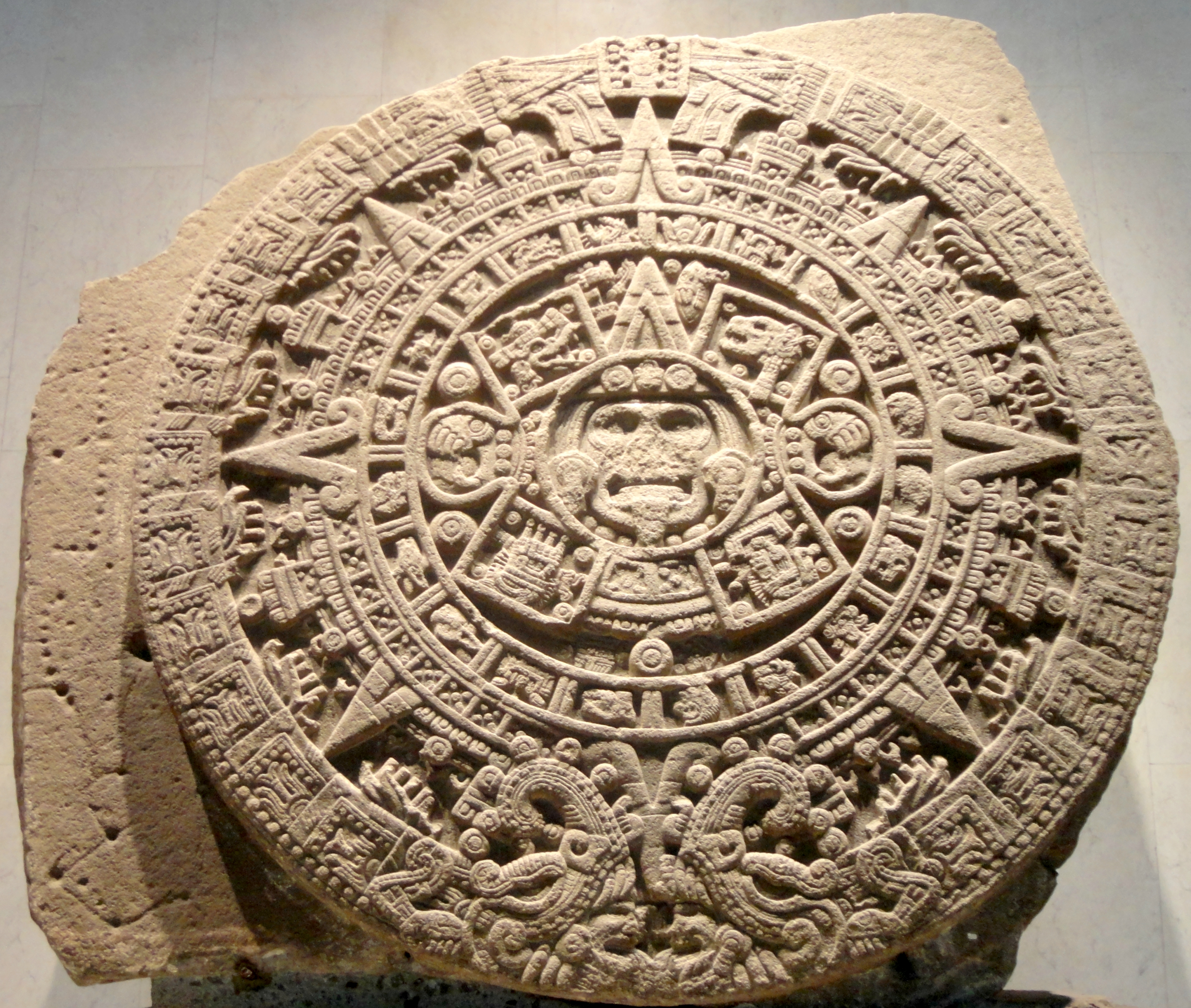
1790: Descoberta da pedra do calendário asteca

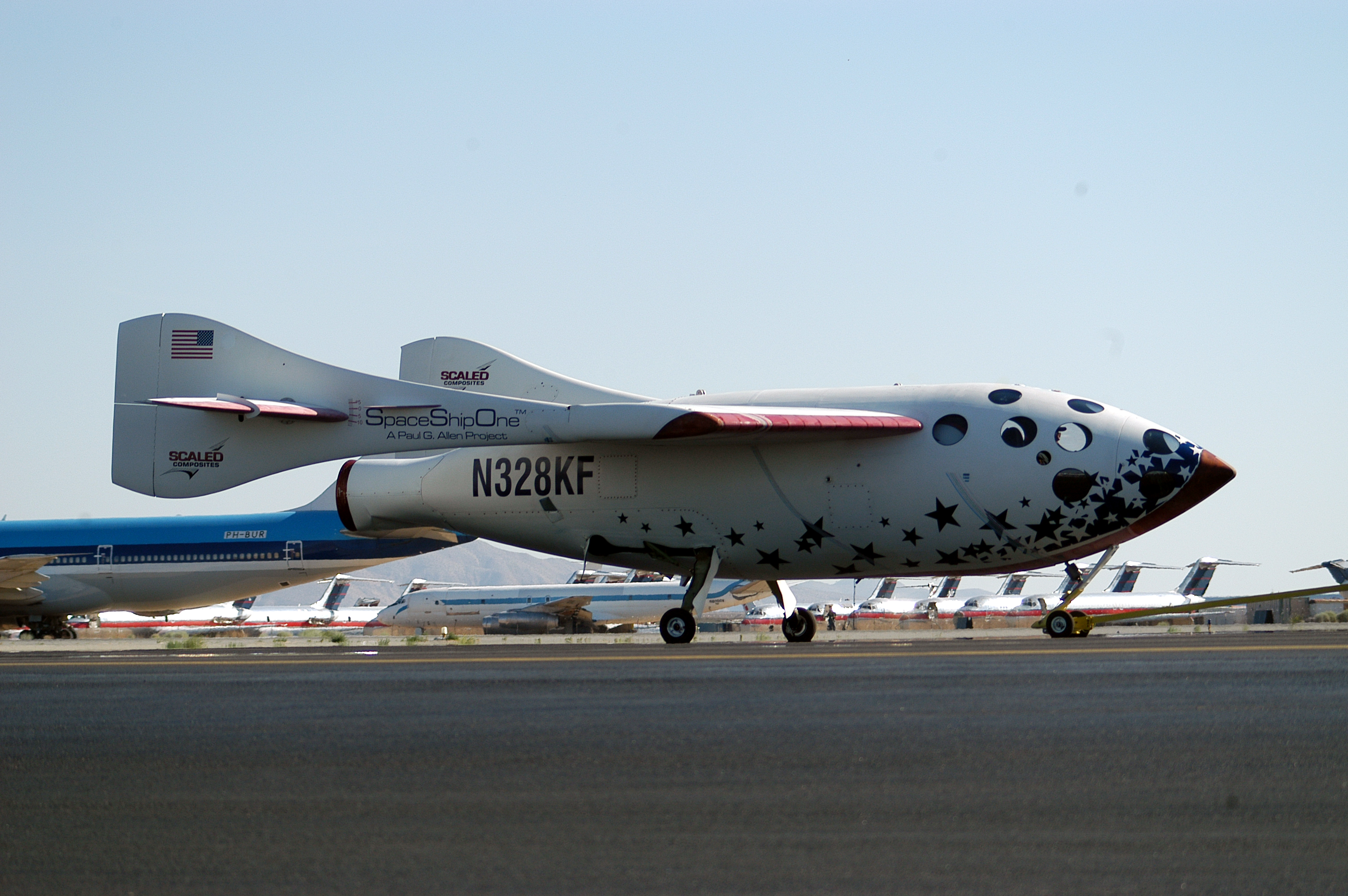
2003: O SpaceShipOne

- 0497 a.C. — O primeiro festival de Saturnalia foi celebrado na Roma antiga.[1]
- 0546 — Saque de Roma: os ostrogodos sob o comando do rei Tótila saqueiam a cidade, subornando a guarnição bizantina.
- 0920 — Romano I Lecapeno é coroado coimperador sob o reinado de Constantino VII.
- 0942 — Assassinato de Guilherme I da Normandia.
- 1538 — O papa Paulo III excomunga Henrique VIII da Inglaterra.
- 1548 — Criado o Regimento do Governador-Geral, é considerado como a primeira Constituição do Brasil Colonial.
- 1583 — Guerra de Colônia: as forças sob o comando de Ernesto da Baviera derrotam as tropas de Gebardo, Senescal de Waldburg no Cerco de Godesberg.
- 1586 — Go-Yōzei torna-se imperador do Japão.
- 1718 — Guerra da Quádrupla Aliança: a Grã-Bretanha declara guerra à Espanha.
- 1777 — A França é a primeira nação a reconhecer a independência dos Estados Unidos.
- 1790 — A pedra do calendário asteca é descoberta em El Zócalo, na Cidade do México.
- 1792 — Por ordem de D. Maria I, Rainha de Portugal, foi fundada a Real Academia de Artilharia, Fortificação e Desenho, primeira escola de engenharia das Américas e terceira do mundo, sendo antecedido apenas por escolas do mesmo gênero fundadas na França (1747) e em Portugal (1790). Os atuais descendentes são a Escola Politécnica da Universidade Federal do Rio de Janeiro (Poli) e o Instituto Militar de Engenharia (IME).
- 1807 — Guerras Napoleônicas: a França emite o Decreto de Milão, que confirma o Bloqueio Continental.
- 1819 — Simão Bolívar declara a independência da República da Colômbia (chamada de Grã-Colômbia pelos historiadores para a diferenciar do país atual) em Angostura (hoje Ciudad Bolívar na Venezuela).
- 1862 — Guerra civil americana: o general Ulysses S. Grant emite a Ordem Geral nº 11, expulsando os judeus de partes do Tennessee, Mississippi e Kentucky.
- 1865 — Primeira execução da Sinfonia Inacabada de Franz Schubert.
- 1892 — É publicada a primeira edição da revista Vogue.
- 1903 — História da aviação: primeiro voo de aeroplano dos Irmãos Wright.
- 1907 — Ugyen Wangchuck é coroado primeiro rei do Butão.
- 1926 — Antanas Smetona assume o poder na Lituânia quando o golpe de Estado de 1926 é bem-sucedido.
- 1935 — Primeiro voo do Douglas DC-3.
- 1938 — Otto Hahn descobre a fissão nuclear do elemento pesado urânio, a base científica e tecnológica da energia nuclear.
- 1939 — Segunda Guerra Mundial: o navio de guerra alemão Admiral Graf Spee, comandado pelo capitão Hans Langsdorff é afundado na Batalha do Rio da Prata.
- 1941 — Segunda Guerra Mundial:
  - Tropas japonesas desembarcam em Bornéu.
  - Primeira Batalha de Sirte: a frota italiana é repelida por forças britânicas.
  - Os Estados Unidos declaram, formalmente, guerra ao Japão
- 1944 — Segunda Guerra Mundial: Batalha do Bulge: Massacre de Malmedy: 84 prisioneiros de guerra americanos são assassinados por tropas alemãs.
- 1945 — República de Honduras é admitida como Estado-Membro da ONU.
- 1947 — Primeiro voo do bombardeiro estratégico Boeing B-47 Stratojet.
- 1950 — A primeira missão do F-86 Sabre sobre a Coreia.
- 1956 — O governo brasileiro aceita o pedido dos Estados Unidos da América de construir uma base militar em Fernando de Noronha em troca de 100 milhões de dólares em armamentos.[2]
- 1957 — Os Estados Unidos lançam com sucesso o primeiro míssil balístico intercontinental Atlas em Cabo Canaveral, Flórida.
- 1960 — Tropas leais ao imperador Haile Selassie, na Etiópia, esmagam o golpe que começou em 13 de dezembro, devolvendo o poder ao líder após o retorno do Brasil. Haile Selassie isenta seu filho de qualquer culpa.
- 1961 — Tragédia do Gran Circus Norte-Americano, incêndio criminoso, em que morreram mais de 500 pessoas, na cidade de Niterói, Rio de Janeiro, Brasil.
- 1967 — Harold Holt, primeiro-ministro da Austrália, desaparece enquanto nadava perto de Portsea, Victoria, e presumivelmente se afogou.
- 1969 — Projeto Livro Azul: a Força Aérea dos Estados Unidos encerra seu estudo sobre OVNIs.
- 1989
  - Revolução Romena: os protestos continuam em Timișoara, Romênia, com manifestantes invadindo o prédio do Comitê Distrital do Partido Comunista Romeno e tentando incendiá-lo.
  - Fernando Collor de Mello derrota Luiz Inácio Lula da Silva no segundo turno das eleições presidenciais brasileiras, tornando-se o primeiro presidente democraticamente eleito em quase 30 anos.
- 1994 — O Protocolo de Ouro Preto é um dos textos fundacionais e a primeira modificação do Tratado de Assunção que estabelece as bases institucionais para o Mercosul.
- 1997
  - 14 membros do Movimento Revolucionário Túpac Amaru provocam uma crise de reféns ao tomar a embaixada japonesa em Lima.[3]
  - Voo Aerosvit 241: Um Yakovlev Yak-42 cai nas montanhas Pierian perto do Aeroporto de Salonica, em Salonica, Grécia, matando todas as 70 pessoas a bordo.[4]
- 1999 — Inicia-se o processo de liquidação e privatização da Rede Ferroviária Federal, uma empresa estatal brasileira de transporte ferroviário.
- 2002 — Segunda Guerra do Congo: os partidos congoleses do Diálogo Intercongolês assinam um acordo de paz que prevê governança transitória e eleições legislativas e presidenciais dentro de dois anos.
- 2003 — O SpaceShipOne, pilotado por Brian Binnie, faz seu primeiro voo com potência e primeiro supersônico.
- 2006 — O Sport Club Internacional vence o Futbol Club Barcelona e se torna campeão da Copa do Mundo de Clubes da FIFA de 2006.
- 2010 — Mohamed Bouazizi atea fogo no próprio corpo. Este ato tornou-se o catalisador da Revolução Tunisina e da Primavera Árabe em geral.
- 2014 — Estados Unidos e Cuba anunciam o reatamento de relações diplomáticas após 53 anos.
- 2020 — A obra A Caipirinha, de Tarsila do Amaral, é comprada por R$ 57,5 milhões, estabelecendo um novo recorde para a arte brasileira.

## Nascimentos

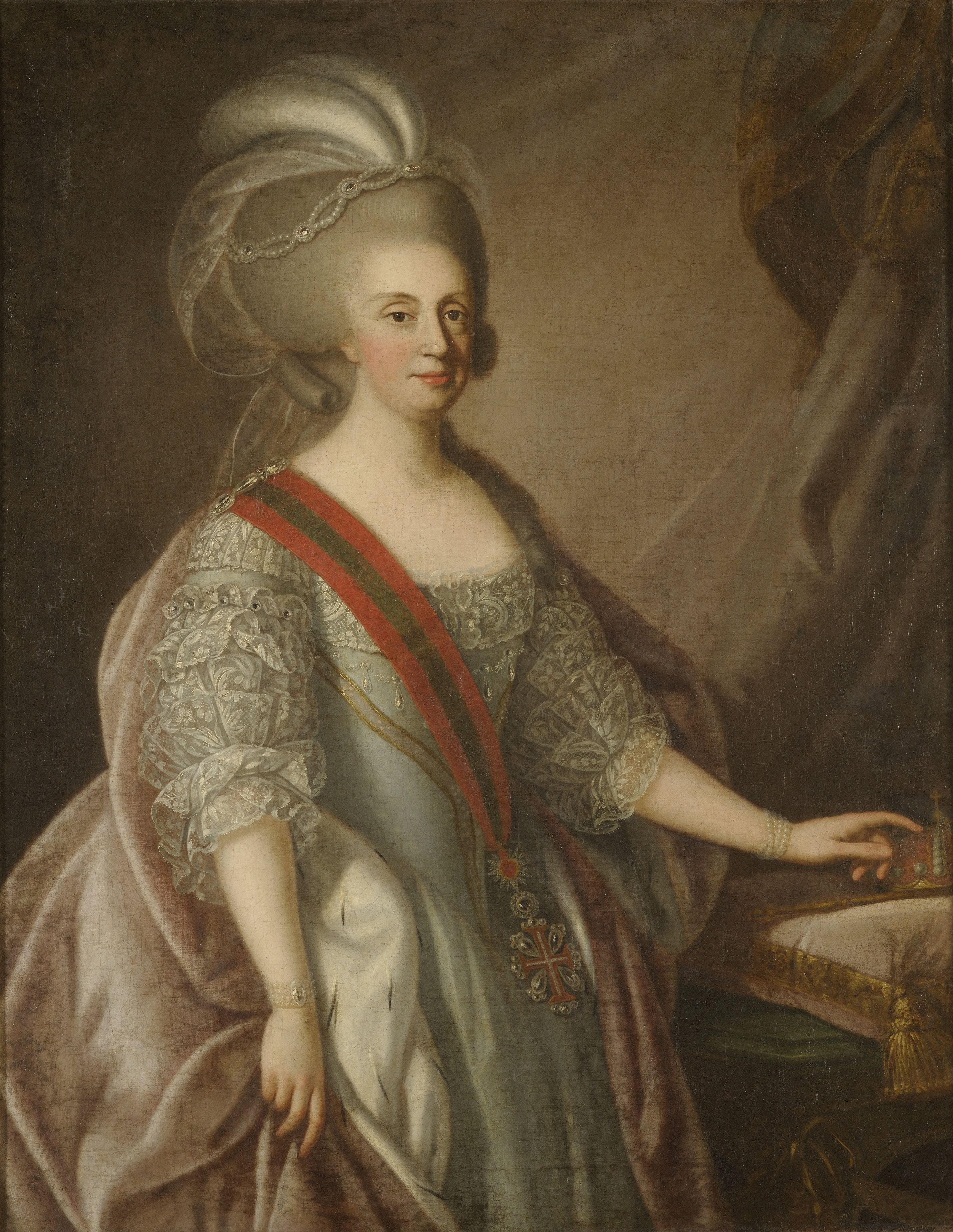
Maria I de Portugal

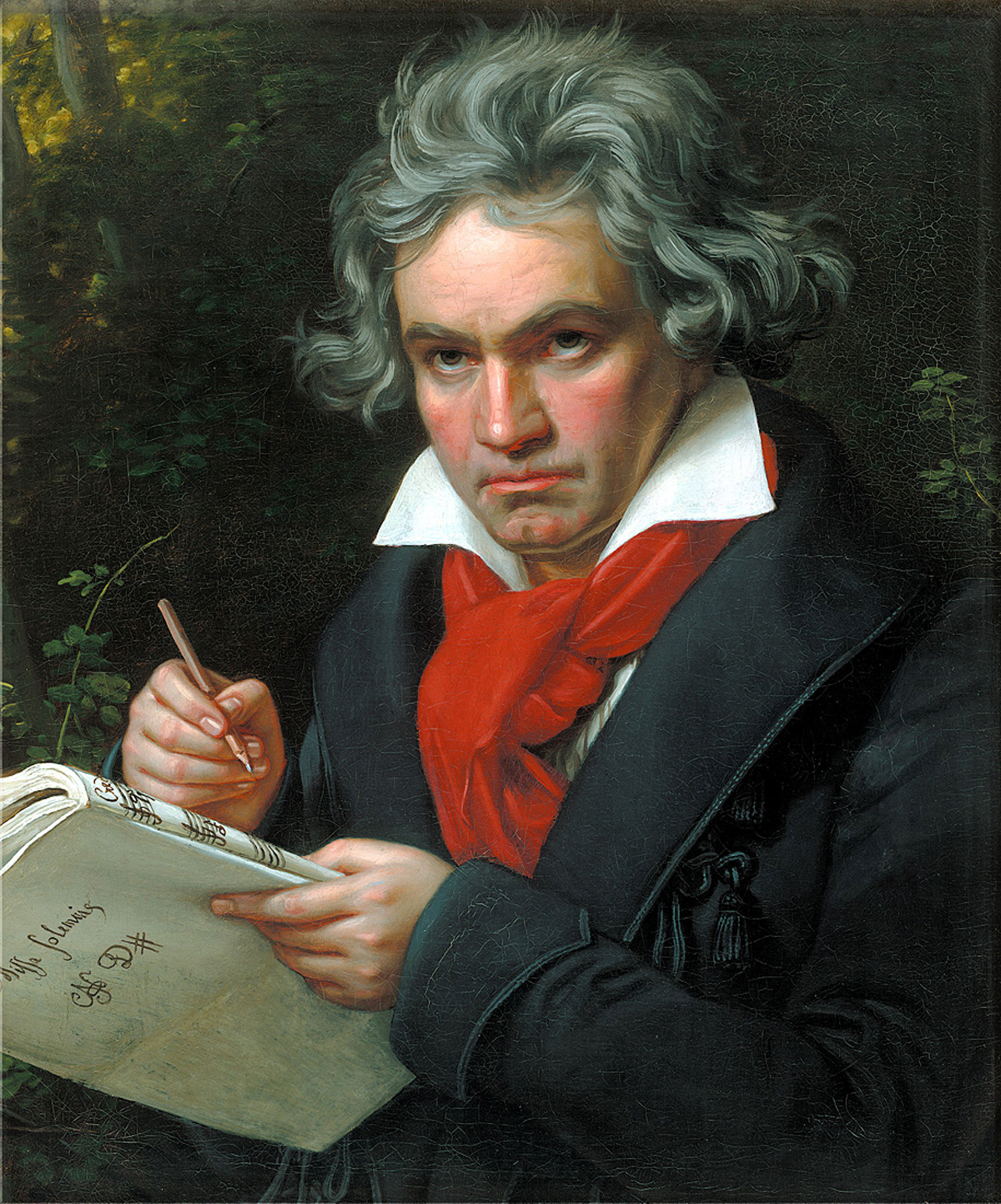
Ludwig van Beethoven

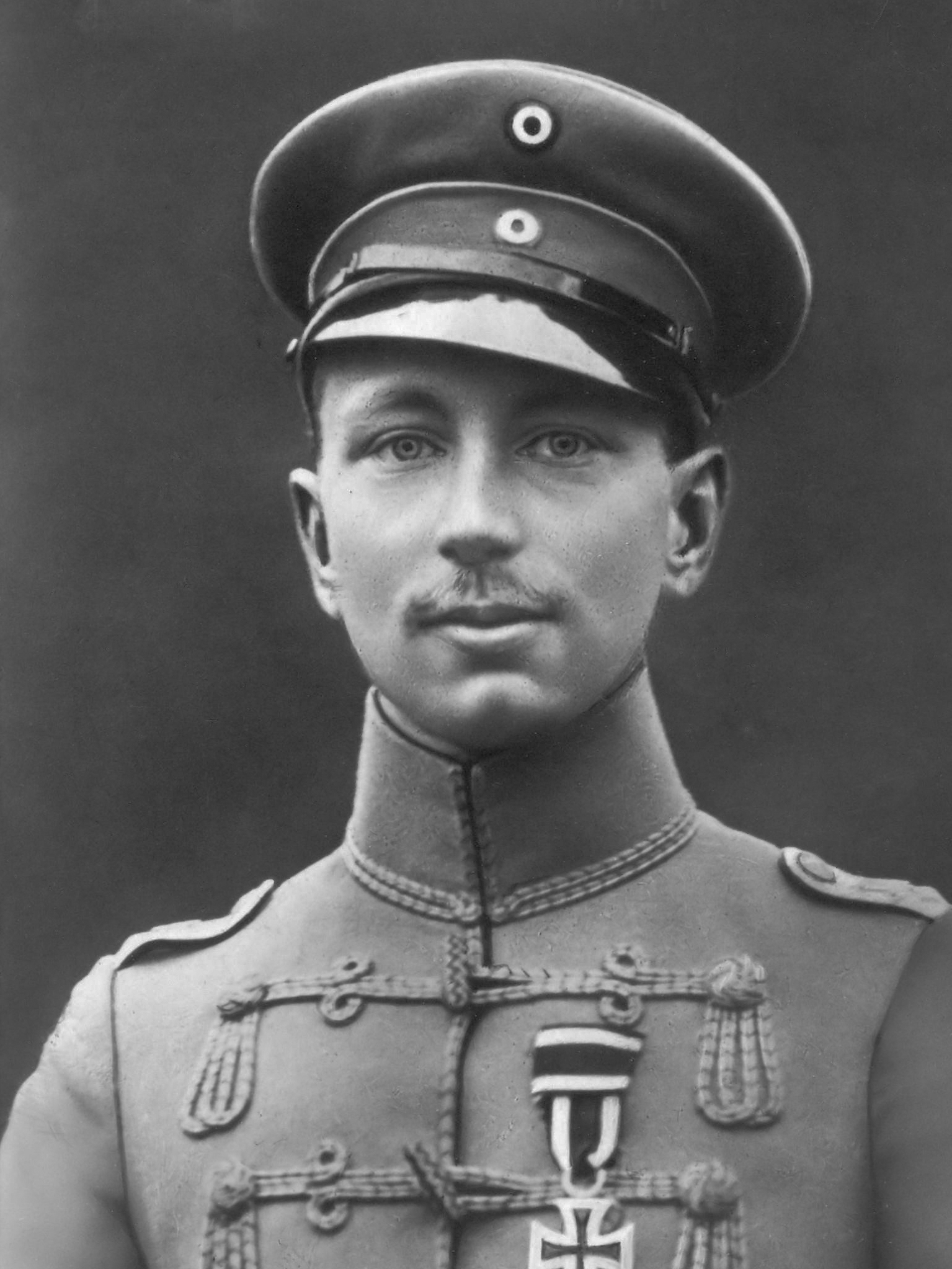
Joaquim da Prússia

Érico Veríssimo

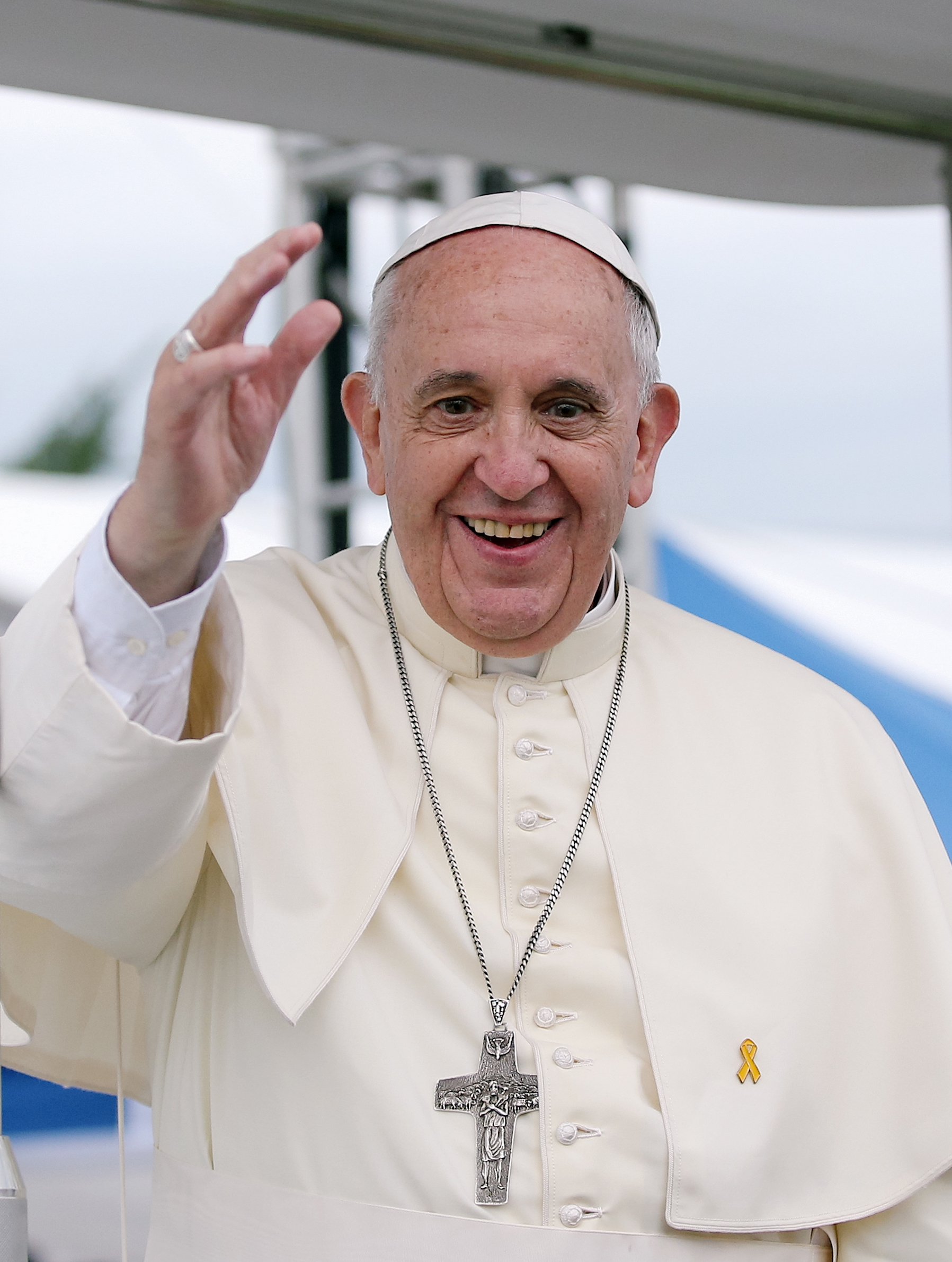
Papa Francisco

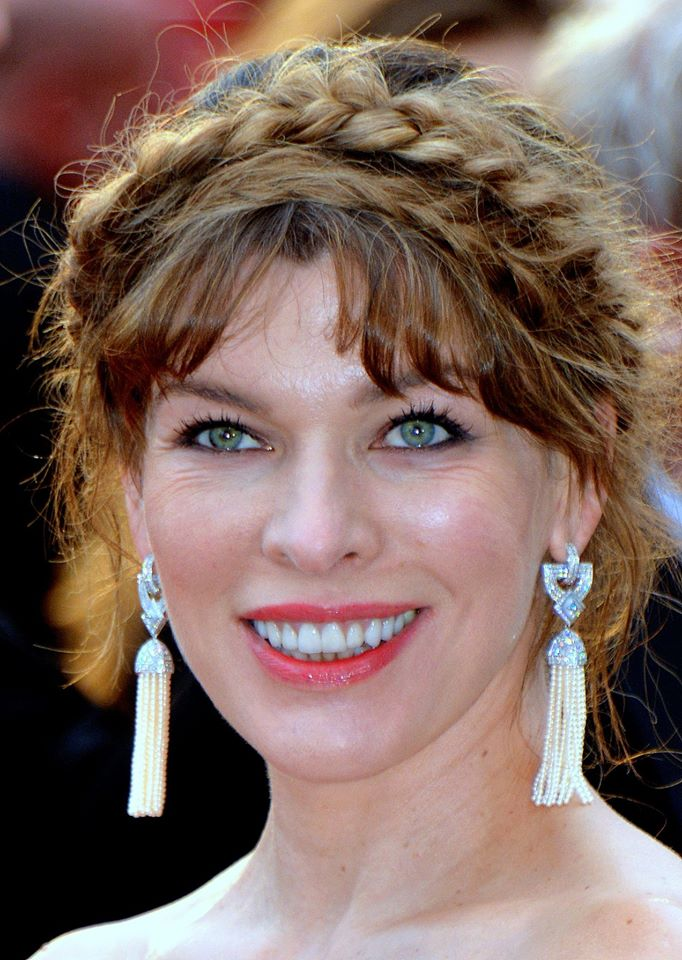
Milla Jovovich

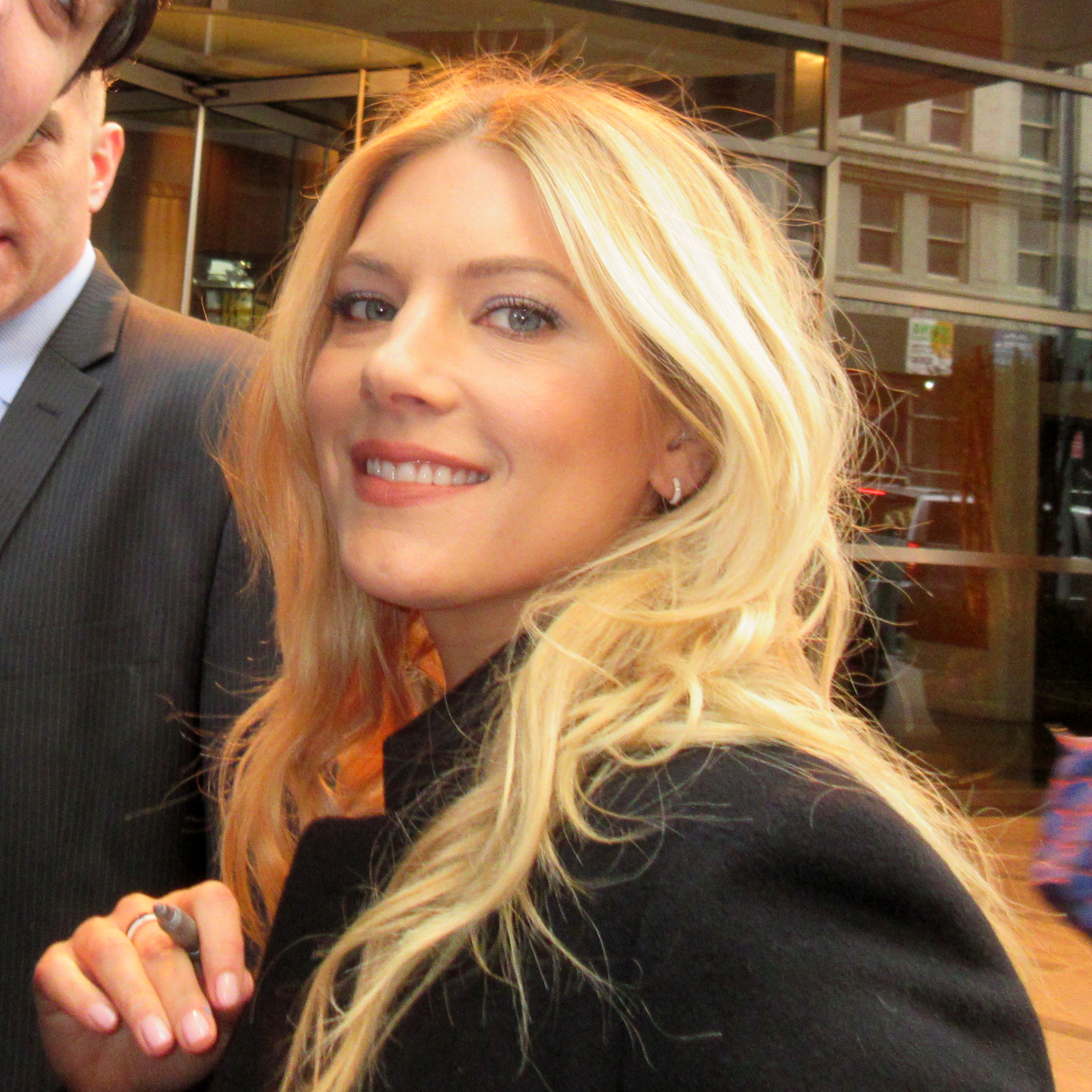
Katheryn Winnick

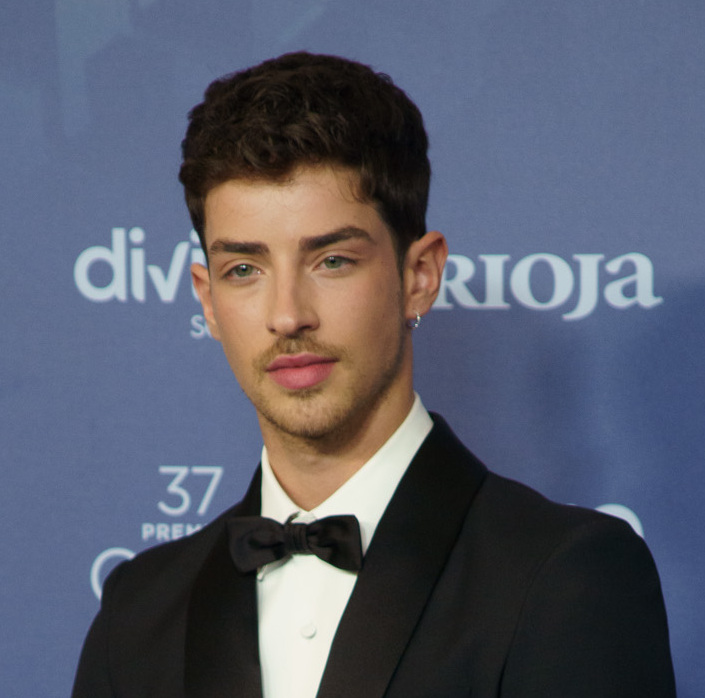
Manu Ríos

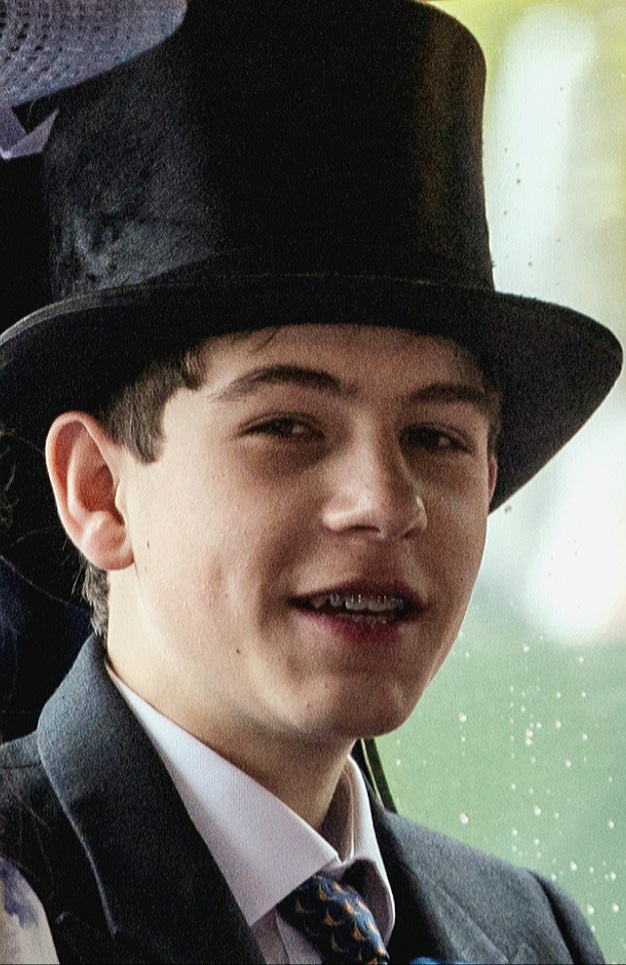
Jaime, Conde de Wessex

### Anteriores ao século XIX
- 1239 — Kujō Yoritsugu, xogum japonês (m. 1256).
- 1267 — Go-Uda, Imperador japonês (m. 1324).
- 1487 — Cristóbal de Laguardia, santo espanhol (m. 1491).
- 1493 — Paracelso, alquimista e médico suíço (m. 1541).
- 1554 — Ernesto da Baviera, Eleitor de Colónia (m. [[1612]).
- 1619 — Ruperto do Reno (m. 1682).
- 1706 — Émilie du Châtelet, matemática e física francesa (m. 1749).
- 1734 — Maria I de Portugal (m. 1816).
- 1737 — John Almon, jornalista e escritor britânico (m. 1805).
- 1749 — Domenico Cimarosa, compositor italiano (m. 1801).
- 1770 — Ludwig van Beethoven, compositor erudito alemão (m. 1827).
- 1778 — Humphry Davy, químico britânico (m. 1829).
- 1791 — Samuel Amsler, gravurista suíço (m. 1849).
- 1797 — Joseph Henry, cientista estadunidense (m. 1878).
- 1800 — Bernardo II, Duque de Saxe-Meiningen (m. 1882).

### Século XIX
- 1802 — Francisco Carlos da Áustria (m. 1878).
- 1824 — John Kerr, físico britânico (m. 1907).
- 1835 — Alexander Emanuel Agassiz, ictiologista e engenheiro suíço-americano (m. 1910).
- 1842 — Sophus Lie, matemático norueguês (m. 1899).
- 1843 — Antônio Lemos, político brasileiro (m. 1913).
- 1868 — José Comas y Solá, astrônomo espanhol (m. 1937).
- 1874 — William Lyon Mackenzie King, político canadense (m. 1950).
- 1876 — Afrânio Peixoto, médico e literato brasileiro (m. 1947).
- 1881 — Yngvar Bryn, patinador artístico norueguês (m. 1947).
- 1882 — Edward Russell Ayrton, arqueólogo e egiptólogo britânico (m. 1914).
- 1890 — Joaquim da Prússia (m. 1920).
- 1893 — Erwin Piscator, dramaturgo, diretor e produtor teatral alemão (m. 1966).
- 1894
  - David Butler, cineasta estadunidense (m. 1979).
  - Arthur Fiedler, maestro norte-americano (m. 1979).
- 1898
  - Loren Murchison, atleta norte-americano (m. 1979).
  - António Cruz Caldas, caricaturista, ilustrador e publicitário português (m. 1975).
- 1900
  - Katina Paxinou, atriz grega (m. 1973).
  - Mary Cartwright, matemática britânica (m. 1998).

### Século XX

#### 1901–1950
- 1903 — Erskine Caldwell, escritor estadunidense (m. 1987).
- 1904 — Paul Cadmus, pintor norte-americano (m. 1999).
- 1905
  - Érico Veríssimo, escritor brasileiro (m. 1975).
  - Simo Häyhä, militar finlandês (m. 2002).
  - Bento Munhoz da Rocha, engenheiro e político brasileiro (m. 1973).
- 1906 — Fernando Lopes-Graça, compositor e musicólogo português (m. 1994).
- 1908
  - Willard Frank Libby, químico estadunidense (m. 1980).
  - Raymond Louviot, ciclista francês (m. 1969).
- 1909 — Alcides Malandro Histórico, poeta, compositor e intérprete brasileiro (m. 1987).
- 1911 — André Claveau, cantor e ator francês (m. 2003).
- 1912 — Fritz Klingenberg, militar alemão (m. 1945).
- 1913 — Willy Huber, futebolista suíço (m. 1998).
- 1916 — Paulo Emílio Sales Gomes, historiador e crítico de cinema brasileiro (m. 1977).
- 1918 — Dusty Anderson, atriz e modelo norte-americana (m. 2007).
- 1920 — Kenneth E. Iverson, cientista da computação canadense (m. 2004).
- 1921
  - Amin al-Hafiz, militar e político sírio (m. 2009).
  - William Arthur Ward, escritor norte-americano (m. 1994).
- 1922 — Mario Rigamonti, futebolista italiano (m. 1949).
- 1926
  - José Lutzemberger, ecologista e agrônomo brasileiro (m. 2002).
  - Tião Macalé, humorista brasileiro (m. 1993).
- 1927 — Adolfo Grosso, ciclista italiano (m. 1980).
- 1929 — Frances Dafoe, patinadora artística canadense (m. 2016).
- 1930
  - Armin Mueller-Stahl, ator alemão.
  - Bob Guccione, jornalista norte-americano (m. 2010).
- 1931 — Fernando Legal, bispo brasileiro (m. 2023).
- 1934 — Ray Wilson, futebolista e treinador de futebol britânico (m. 2018).
- 1936 — Papa Francisco (m. 2025).
- 1937
  - Jaime Lerner, político, arquiteto e urbanista brasileiro (m. 2021).
  - Sergio Jiménez, ator mexicano (m. 2007).
- 1938 — Peter Snell, atleta neozelandês (m. 2019).
- 1940 — Nicolae Lupescu, futebolista e treinador de futebol romeno (m. 2017).
- 1942
  - Paul Butterfield, músico de blues estadunidense (m. 1987).
  - Muhammadu Buhari, líder militar nigeriano.
  - Carlos Buttice, futebolista argentino (m. 2018).
- 1944
  - Bernard Hill, ator britânico (m. 2024).
  - Ferenc Bene, futebolista húngaro (m. 2006).
- 1945
  - Ernie Hudson, ator norte-americano.
  - Mwanza Mukombo, futebolista congolês (m. 2001).
- 1946
  - Eugene Levy, ator canadense.
  - Martin Smith, músico britânico (m. 1997).
- 1947
  - Mykola Azarov, político ucraniano.
  - Wes Studi, ator norte-americano.
  - Anders Björner, matemático sueco.
- 1948
  - Carlos Seidl, dublador, ator e diretor de dublagem brasileiro.
  - Darryl Way, músico britânico.
  - Kemal Kılıçdaroğlu, político turco.
- 1949
  - Paul Rodgers, cantor, compositor e músico britânico.
  - Sotiris Kaiafas, ex-futebolista cipriota.
- 1950 — Carlton Barrett, músico jamaicano (m. 1987).

#### 1951–2000
- 1951 — Colleen O'Connor, ex-patinadora artística norte-americana.
- 1952 — Renê Simões, treinador de futebol brasileiro.
- 1953
  - Bill Pullman, ator estadunidense.
  - Alexander Beliavsky, enxadrista ucraniano.
- 1955 — Edmond Enoka, ex-futebolista camaronês.
- 1956
  - Gilliard, cantor e compositor brasileiro.
  - Peter Farrelly, cineasta, roteirista e produtor cinematográfico norte-americano.
  - Amado Carrillo Fuentes, criminoso mexicano (m. 1997).
- 1957 — Elżbieta Witek, política polonesa.
- 1958 — Mike Mills, músico norte-americano.
- 1959 — Gregg Araki, cineasta americano.
- 1960
  - Tarako, atriz japonesa (m. 2024).
  - Moreno Argentin, ex-ciclista italiano.
- 1961 — Víctor Hugo Basabe, bispo católico venezuelano.
- 1962 — Ademir, ex-futebolista brasileiro.
- 1963 — Jón Kalman Stefánsson, escritor islandês.
- 1966
  - Valeri Liukin, ex-ginasta cazaque.
  - Juliet Aubrey, atriz britânica.
  - Yuko Arimori, ex-maratonista japonesa.
- 1967 — Gigi D'Agostino, músico e DJ italiano.
- 1968
  - Paul Tracy, automobilista canadense.
  - Claudio Suárez, ex-futebolista mexicano.
- 1969
  - Chuck Lidell, lutador de artes marciais estadunidense.
  - Robinah Nabbanja, política ugandesa.
- 1970
  - Michael Mols, ex-futebolista neerlandês.
  - Seo Jung-Won, ex-futebolista e treinador de futebol sul-coreano.
  - Stella Tennant, modelo britânica (m. 2020).
- 1971
  - Cory Witherill, automobilista norte-americano.
  - Nacho González, ex-futebolista e treinador de futebol argentino.
  - Artur Petrosyan, ex-futebolista armênio.
- 1972
  - Claire Forlani, atriz britânica.
  - Laurie Holden, atriz e produtora canadense-americana.
  - Iván Pedroso, ex-atleta cubano.
  - David Belenguer, ex-futebolista espanhol.
- 1973 — Paula Radcliffe, ex-atleta britânica.
- 1974
  - Marissa Ribisi, atriz norte-americana.
  - Giovanni Ribisi, ator estadunidense.
  - Sarah Paulson, atriz norte-americana.
- 1975
  - Milla Jovovich, atriz, modelo e cantora ucraniana.
  - André Heller, ex-jogador de vôlei brasileiro.
  - Susanthika Jayasinghe, atleta srilanquês.
- 1976
  - Nir Davidovich, ex-futebolista israelense.
  - Kim Sang-Sik, ex-futebolista sul-coreano.
- 1977
  - Liedson, ex-futebolista brasileiro-português.
  - Oxana Fedorova, modelo, atriz e cantora russa.
  - Katheryn Winnick, atriz canadense.
  - Ramiro Amarelle, ex-jogador de beach-soccer espanhol.
  - Arnaud Clement, ex-tenista francês.
- 1978 — Manny Pacquiao, ex-pugilista, ator e político filipino.
- 1979
  - Eric Ejiofor, ex-futebolista nigeriano.
  - Ryan Key, cantor e guitarrista norte-americano.
- 1980
  - Ryan Hunter-Reay, automobilista norte-americano.
  - Rafael Schmitz, ex-futebolista brasileiro.
  - Sebastián Beccacece, treinador de futebol argentino.
- 1981 — Tim Wiese, ex-futebolista alemão.
- 1982
  - Boubacar Sanogo, ex-futebolista marfinense.
  - Dynamo, ilusionista britânico.
- 1983
  - Chidi Odiah, ex-futebolista nigeriano.
  - Sébastien Ogier, automobilista francês.
  - Wassiou Oladipupo, ex-futebolista beninense.
- 1984 — Sahara Davenport, drag queen americana (m. 2012).
- 1985
  - Martín Ricca, ator e cantor argentino.
  - Camila Bomfim, jornalista brasileira.
- 1986
  - Emma Bell, atriz norte-americana.
  - Heissler Guillén, jogador de basquete venezuelano.
- 1987
  - Fabrizio Crestani, automobilista italiano.
  - Gauthier Klauss, canoísta francês
- 1988
  - Jin Sun-yu, patinadora sul-coreana.
  - Yann Sommer, futebolista suíço.
  - Thaísa Moreno, futebolista brasileira.
  - David Rudisha, maratonista queniano.
  - Jessi, rapper sul-coreana.
- 1989
  - André Ayew, futebolista ganês.
  - Taylor York, guitarrista estadunidense.
- 1990
  - Henri Anier, futebolista estoniano.
  - Natália Melcon, atriz argentina.
  - Abderrazak Hamdallah, futebolista marroquino.
  - Graham Rogers, ator norte-americano.
- 1991 — Tom Walker, cantor e compositor britânico.
- 1992 — Andrew Nabbout, futebolista australiano.
- 1993
  - Emmanuel Daniel, futebolista nigeriano.
  - Bia Zaneratto, futebolista brasileira.
  - Ryu Seung-woo, futebolista sul-coreano.
- 1994
  - Evgenia Tarasova, patinadora artística russa.
  - Nat Wolff, ator e cantor estadunidense.
  - Raffaele Marciello, automobilista italiano.
  - Fernando Sobral, futebolista brasileiro.
- 1995 — Fleur Jong, atleta paralímpica neerlandesa.
- 1996
  - Elizaveta Tuktamysheva, patinadora artística russa.
  - João Menezes, ex-tenista brasileiro.
- 1997 — Shoma Uno, patinador artístico japonês.
- 1998
  - Martin Ødegaard, futebolista norueguês.
  - Manu Ríos, ator e modelo espanhol.
- 1999 — Samuel Sosa, futebolista venezuelano.
- 2000 — Wesley Fofana, futebolista francês.

### Século XXI
- 2001
  - Abde Ezzalzouli, futebolista marroquino.
  - Gaia Giovannini, jogadora de vôlei italiana.
- 2002
  - Guilherme Seta, ator brasileiro.
  - Castello Lukeba, futebolista francês.
  - Stefania Liberakakis, cantora e atriz greco-neerlandesa.
  - Matthew Richards, nadador britânico.
- 2007 — Jaime, Conde de Wessex

## Mortes

### Anteriores ao século XIX
- 0693 — Begga de Landen, santa da Frância (n. 615).
- 0942 — Guilherme I da Normandia, duque da Normandia (n. 910).
- 1187 — Papa Gregório VIII (n. 1110).
- 1195 — Balduíno V de Hainaut, conde de Hainaut e Flandres (n. 1150).
- 1471 — Isabel de Portugal, Duquesa da Borgonha (n. 1397).
- 1644 — Antão de Almada, 7.º conde de Avranches (n. 1573).
- 1663 — Ana de Sousa, rainha africana (n. 1583).

### Século XIX
- 1827 — Frederica de Schlieben, duquesa de Schleswig-Holstein-Sonderburg-Beck (n. 1757).
- 1830 — Simon Bolívar, militar venezuelano (n. 1783).
- 1847 — Maria Luísa de Áustria, imperatriz dos franceses (n. 1791).
- 1860 — Desidéria Clary, rainha consorte da Suécia e Noruega (n. 1777).
- 1877 — Louis d'Aurelle de Paladines, militar francês (n. 1804).

### Século XX
- 1909 — Leopoldo II da Bélgica (n. 1835).
- 1917 — Elizabeth Garrett Anderson, médica e sufragista britânica (m. 1836).
- 1929 — Manuel Gomes da Costa, oficial e político português (n. 1863).
- 1933 — Thubten Gyatso, líder religioso tibetano (n. 1876).
- 1947 — Johannes Nicolaus Brønsted, físico-químico dinamarquês (n. 1879).
- 1964 — Victor Franz Hess, físico austríaco (n. 1883).
- 1966 — Sylvia Telles, cantora e compositora brasileira (n. 1934).
- 1967 — Harold Holt, político australiano (n. 1908).
- 1969 — Costa e Silva, militar e político brasileiro, 27.° presidente do Brasil (n. 1902).
- 1973 — Amleto Giovanni Cicognani, cardeal italiano (n. 1883).
- 1981 — Mehmet Shehu, político albanês (n. 1913).
- 1987 — Marguerite Yourcenar, escritora belga (n. 1903).
- 1989 — Luciano Salce, cineasta italiano (n. 1922).
- 1992 — Dana Andrews, ator estadunidense (n. 1909).
- 1993 — Maria Milza dos Santos Fonseca, agricultora brasileira (n. 1923).
- 1999
  - Rex Allen, ator estadunidense (n. 1920).
  - Grover Washington, Jr., cantor, compositor e saxofonista norte-americano (n. 1943).

### Século XXI
- 2002 — Evandro Lins e Silva, jornalista, escritor e político brasileiro (n. 1912).
- 2005 — Jack Anderson, jornalista norte-americano (n. 1922).
- 2009
  - Jennifer Jones, atriz norte-americana (n. 1919).
  - Amin al-Hafiz, militar e político sírio (n. 1921).
  - Chris Henry, jogador estadunidense de futebol americano (n. 1983).
- 2010 — Dick Gibson, automobilista britânico (n. 1918).
- 2011
  - Cesária Évora, cantora cabo-verdiana (n. 1941).
  - Eva Ekvall, apresentadora de TV e modelo venezuelana (n. 1983).
  - Joãosinho Trinta, carnavalesco brasileiro (n. 1933).
  - Kim Jong-il, político norte-coreano (n. 1942).
  - Sérgio Britto, ator, diretor teatral e roteirista brasileiro (n. 1923).
  - Sérgio Borges, cantor português (n. 1944).
- 2012 — Dina Manfredini, supercentenária italiana (n. 1897).
- 2014 — Vítor Manuel Trigueiros Crespo, oficial da Marinha português e militar de Abril (n. 1932).
- 2018 — Andrey Shcharbakow, futebolista bielorrusso (n. 1991).
- 2020 — Jeremy Bulloch, ator britânico (n. 1945).
- 2022 — Nélida Piñon, escritora brasileira (n. 1937).

## Feriados e eventos cíclicos

### Brasil
- Aniversário do município brasileiro de Aparecida, São Paulo.
- Aniversário do município brasileiro de Betim, Minas Gerais.
- Aniversário do município brasileiro de Bom Jardim de Minas, Minas Gerais.
- Aniversário do município brasileiro de Bueno Brandão, Minas Gerais.
- Aniversário do município brasileiro de Cachoeirinha, Pernambuco.
- Aniversário do município brasileiro de Campina Verde, Minas Gerais.
- Aniversário do município brasileiro de Candeias, Minas Gerais.
- Aniversário do município brasileiro de Carlos Chagas, Minas Gerais.
- Aniversário do município brasileiro de Carmo da Mata, Minas Gerais.
- Aniversário do município brasileiro de Conselheiro Pena, Minas Gerais.
- Aniversário do município brasileiro de Delfim Moreira, Minas Gerais.
- Aniversário do município brasileiro de Laranjal, Minas Gerais.
- Aniversário do município brasileiro de Nova Ponte, Minas Gerais.
- Aniversário do município brasileiro de Perdizes, Minas Gerais.
- Aniversário do município brasileiro de Soledade de Minas, Minas Gerais.

### Cristianismo
- Daniel
- Estúrmio
- Jean de Matha
- Josep Manyanet i Vives
- Lázaro, o Leproso
- Olímpia, a Diaconisa
- Pastor Presbiteriano

## Outros calendários
- No calendário romano era o 16.º dia (XVI) antes das calendas de janeiro.
- No calendário litúrgico tem a letra dominical A para o dia da semana.
- No calendário gregoriano a epacta do dia é iv.